# Prise du Fort l'Écluse
Campagne de France
Sixième Coalition
Batailles
Campagne de France (1814)  - Armée de Lyon 

Fort l'Écluse  - Bourg  - Saint-Georges  - Limonest  - Bataille de Saint-Julien
La prise de Fort l'Écluse est une bataille livrée le 1er mars 1814 qui voit la capture du fort défendu par une garnison autrichienne, par les Français du général Bardet.

## Contexte
Aux premiers jours de 1814, alors que la campagne de France va débuter, Napoléon demande au maréchal Augereau de créer une armée pour couvrir le sud-est du pays : l'armée de Lyon. Augereau, à la mi-février, presse si bien les positions que les Autrichiens ont prises dans les départements de Saône-et-Loire, de l'Ain et du Mont-Blanc que la quasi-totalité de cette armée commandée par le général Bubna se voit obligée de rétrograder sur Genève.
Napoléon donne alors l'ordre pressant à Augereau de prendre Genève à tout prix, de manière à pouvoir harceler l'armée ennemie par ses arrières. Dans la marche vers Genève qu'Augereau ordonne à son armée, il demande à Bardet, commandant de la 3e division, de s'emparer de Fort l'Écluse qui constitue un danger sur les arrières.

## Forces en présence
| Armée française (Bardet) | Armée autrichienne   |
| --- | -------------------- |
| 3e division de l'armée de Lyon (Bardet) 1re brigade (Soyez) 23e léger, 6e bataillon 60e de ligne, 6e bataillon 67e de ligne, 7e bataillon 2e brigade (Lachèse) 20e de ligne, 6e bataillon 115e de ligne, 6e bataillon Cavalerie (détachée) 1er hussards 4e chasseurs 31e chasseurs gendarmerie impériale Brigade (Pouchelon) détachée de la 1re division Musnier 24e de ligne, 2e bataillon 16e de ligne, 7e bataillon 145e de ligne, 2e bataillon Total : 4 000 hommes environ | Composition inconnue |

La division du général Bardet est dépourvue d'artillerie ce qui réduit considérablement ses capacités, quand on connait l'importance d'un bombardement pour la prise d'une position fortifiée. De plus, elle n'est constituée que de bataillons incomplets de jeunes soldats peu exercés, la plupart conscrits sans coiffures ni habillements militaires, sans gibernes ni havresacs, dont une partie seulement est armée.

## Déroulement
Pourtant, malgré ces handicaps, Bardet exécute cette opération avec autant d'ardeur que d'intelligence. Parvenu à proximité du fort, il fait d'abord passer sur la rive gauche du Rhône une compagnie de voltigeurs qui prend position sur la montagne en face. En même temps, un bon nombre d'habitants du pays soutenus par une autre compagnie gravissent le mont au pied duquel est situé le fort. Parvenus au sommet, le combat commence. Pendant que les tirailleurs occupent la garnison dans ses batteries par un feu nourri, des monceaux de rochers sont lancés de la hauteur qui domine la place, roulant sur les bâtiments et les bastions ne laissant aucun abri aux Autrichiens qui se hâtent de capituler. Les canons, les munitions, les approvisionnements et 130 prisonniers sont pris.

## Bilan
La route de Genève est maintenant libre. Le général Bardet sans perdre un instant continue sa marche après avoir laissé une faible garnison dans le fort et va coucher à Farges à quatre lieues de Genève. Les généraux Marchand et Dessaix n'en sont qu'à deux lieues. Les 2e, 3e et 4e divisions se trouvent ainsi réunies en ligne pour attaquer Bubna.
Par ailleurs, en récompense de cet exploit, Bardet reçoit le grade de général de division.